# 引佐郡
- 令制国一覧 > 東海道 > 遠江国 > 引佐郡
- 日本 > 中部地方 > 静岡県 > 引佐郡

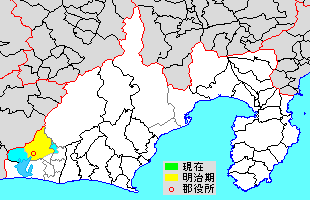
静岡県引佐郡の範囲（水色：後に他郡から編入した区域）

引佐郡（いなさぐん）は、静岡県（遠江国）にあった郡。

## 郡域
古くは和名抄にその名がみえ、京田郷(現都田町)、刑部郷(現細江町中川)、渭伊郷(現引佐町)、伊福郷(現細江町気賀)の四郷に行政区画されていた。
1879年（明治12年）に行政区画として発足した当時の郡域は、現在の行政区画では概ね浜松市浜名区の大部分（都田町、新都田、滝沢町、鷲沢町、細江町各町、引佐町各町、三ヶ日町大谷）にあたる。

## 歴史

### 近代以降の沿革
- 「旧高旧領取調帳」に記載されている明治初年時点での支配は以下の通り。●は村内に寺社領が、○は寺社等の除地（領主から年貢免除の特権を与えられた土地）が存在。（51村）

| 知行   | 知行       | 村数 | 村名 |
| ------ | ---------- | ---- | --- |
| 幕府領 | 旗本領     | 47村 | 花平村、●大谷村、●○気賀上村、気賀村、●○気賀呉石村、●○気賀葭本村、○気賀小森村、●○気賀下村、○気賀伊目村、○気賀老ヶ谷村（気賀村のうち）、○気賀油田村、気賀七ヶ村入会（気賀村のうち）、○広岡村、●○上都田村、●○下都田村、●○北神宮寺村、奥山村、●○横尾村、東牧村、●○南神宮寺村、●○井伊谷村、○小野村、●祝田村、石岡村、三岳村、五日市場村、田畑村、●栃窪村、黒淵村、白岩村、西黒田村、谷沢村、狩宿村、伊平村、東黒田村、鷲沢村、金指村、●滝沢村、●瀬戸村、渋川村、渋川村青砥分（渋川村のうち）、別所村、田沢村、的場村、梅ヶ平村、四方浄村、西久留女木村、東久留女木村、川名村、兎荷村 |
| 藩領   | 陸奥白河藩 | 4村  | ●上刑部村、○中刑部村、●下刑部村、前山村 |

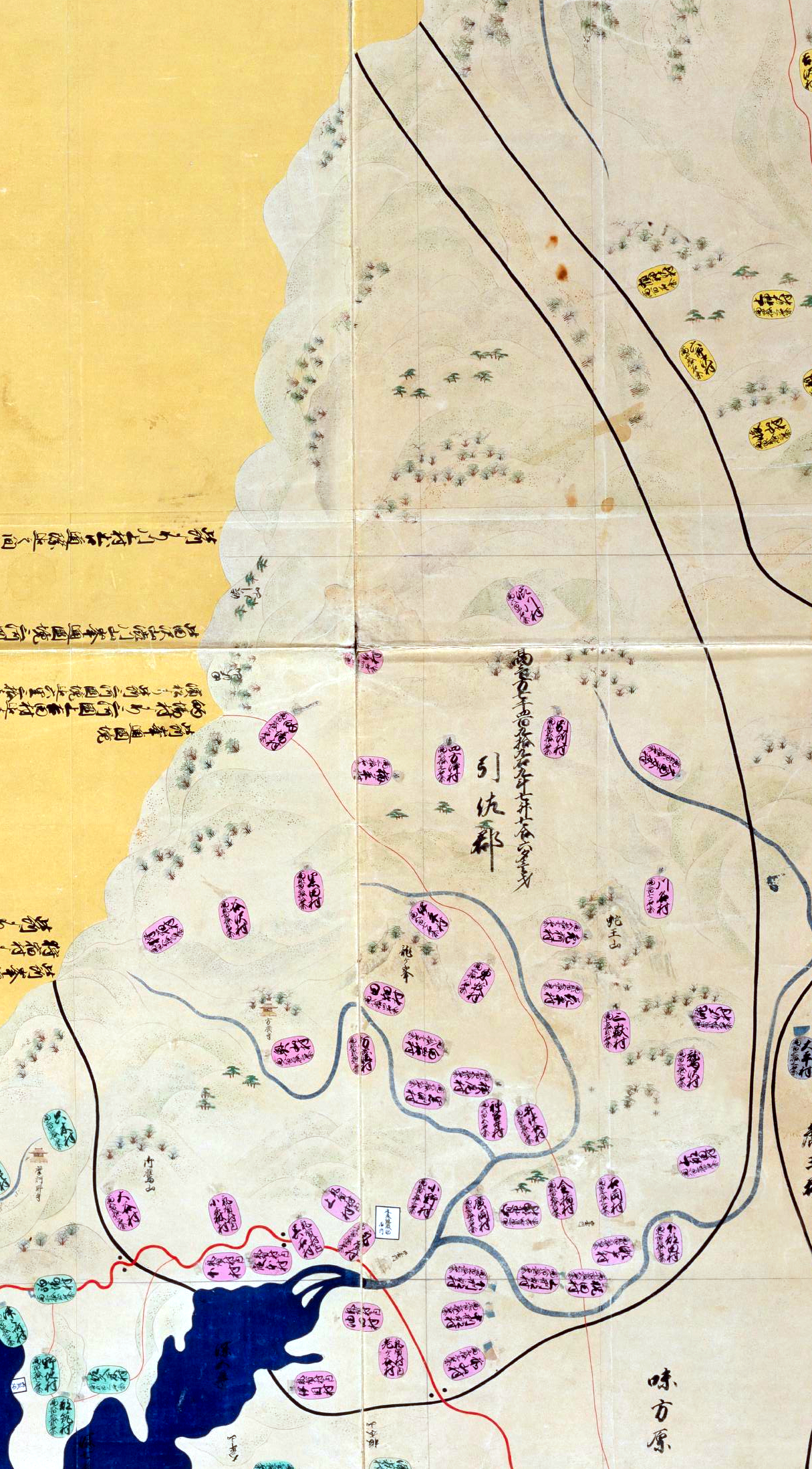
「遠江國」（『天保國繪圖』天保9年）。引佐郡は桃色、隣接する豊田郡は黄色、敷知郡は水色、麁玉郡は濃青色で示されている。原図では東が上になっているが、90度右回転させて北を上にして表示している

- 慶応2年6月19日（1866年7月30日） - 白河藩主阿部正静が陸奥棚倉藩に転封され、白河藩領は二本松藩の預地となる。
- 慶応4年2月1日（1868年2月23日） - 阿部正静の白河藩復帰が決定するが、実行に至らず。
- 慶応4年5月24日（1868年7月13日） - 徳川宗家が駿河府中藩に転封。転封される。これにともない遠江・駿河・伊豆国内での領地替えが実施され、幕府領・旗本領が消滅。
- 明治元年12月15日（1869年1月27日） - 白河藩領が天領となる。
- 明治初年 - 梅ヶ平村が的場村に合併。（50村）
- 明治2年8月7日（1869年9月12日） - 府中藩が静岡藩に改称。
- 明治4年7月14日（1871年8月29日） - 廃藩置県により静岡県の管轄となる。
- 明治4年11月15日（1871年12月26日） - 第1次府県統合により浜松県の管轄となる。
- 明治7年（1874年） - 上刑部村・中刑部村・下刑部村が合併して刑部村となる。（48村）
- 明治8年（1875年） - 気賀七ヶ村（気賀上村・気賀呉石村・気賀葭本村・気賀小森村・気賀下村・気賀伊目村・気賀油田村）を気賀村に合併。（41村）
- 明治9年（1876年）（32村）
  - 上都田村・下都田村が合併して都田村となる。
  - 北神宮寺村・南神宮寺村・東牧村が井伊谷村に合併。
  - 祝田村・瀬戸村・刑部村・前山村が合併して中川村となる。
  - 石岡村・五日市場村・金指村が合併して三和村となる。
- 明治9年（1876年）8月21日 - 第2次府県統合により静岡県の管轄となる。
- 明治12年（1879年）3月12日 - 郡区町村編制法の静岡県での施行により行政区画としての引佐郡が発足。「引佐麁玉郡役所」が気賀村に設置され、麁玉郡とともに管轄。

### 町村制以降の沿革

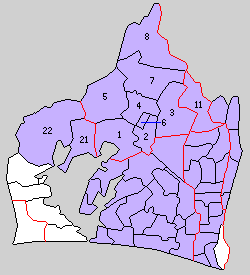
1.気賀町 2.中川村 3.都田村 4.井伊谷村 5.奥山村 6.金指町 7.伊平村 8.鎮玉村 11.麁玉村 21.東浜名村 22.西浜名村（紫：浜松市）

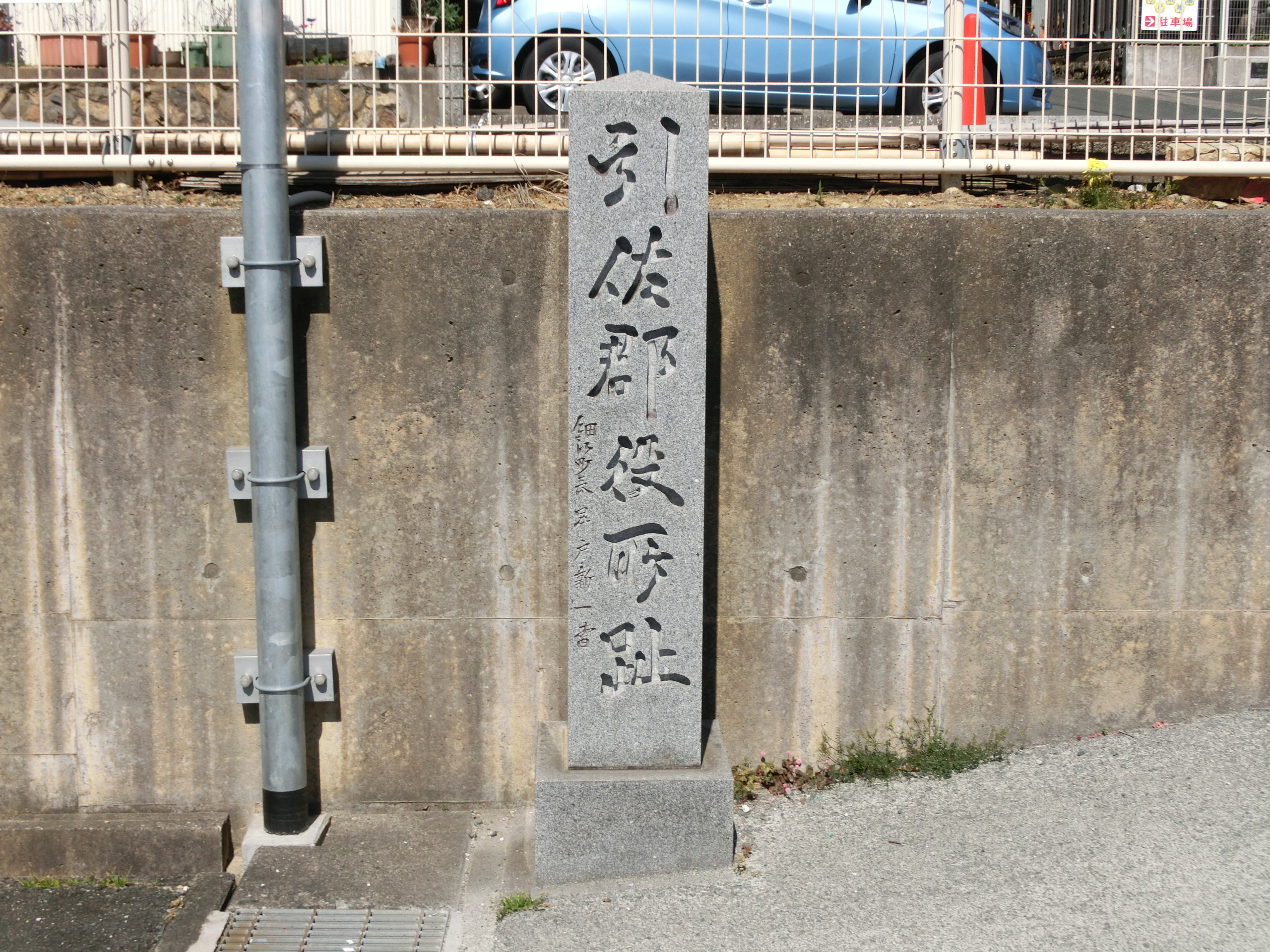
引佐郡役所趾

- 明治22年（1889年）4月1日 - 町村制の施行により、以下の町村が発足。全域が現・浜松市。（2町6村）
  - 気賀町 ← 気賀村、広岡村、小野村
  - 中川村 ← 中川村、三和村［旧・石岡村、五日市場村］
  - 都田村 ← 都田村、鷲沢村、滝沢村
  - 井伊谷村 ← 井伊谷村、横尾村、白岩村、花平村、三岳村、兎荷村［一部］
  - 奥山村 ← 奥山村、狩宿村、谷沢村、田畑村、黒淵村、栃窪村
  - 金指町（三和村のうち旧・金指村が単独町制）
  - 伊平村 ← 西黒田村、伊平村、東黒田村、兎荷村［大部分］、川名村、東久留米木村［一部］
  - 鎮玉村 ← 田沢村、的場村、四方浄村、別所村、西久留米木村、渋川村、東久留米木村［大部分］
  - 大谷村が敷知郡東浜名村の一部となる。
- 明治29年（1896年）
  - 4月1日 - 郡制の施行のため、引佐郡・麁玉郡および敷知郡の一部の区域をもって、改めて引佐郡が発足。以下の町村が当郡の所属となる。
    - 旧・麁玉郡 - 麁玉村
    - 旧・敷知郡 - 東浜名村・西浜名村

  - 9月1日 - 郡制を施行。
- 大正11年（1922年）5月1日 - 西浜名村が町制施行し、三ヶ日町となる。（3町8村）
- 大正12年（1923年）4月1日 - 郡会が廃止。郡役所は存続。
- 大正15年（1926年）7月1日 - 郡役所が廃止。以降は地域区分名称となる。
- 昭和28年（1953年）4月1日 - 井伊谷村が金指町を編入のうえ町制施行・改称し、引佐町となる。（3町7村）
- 昭和30年（1955年）3月31日（3町5村）
  - 都田村が浜松市に編入。
  - 三ヶ日町・東浜名村が合併して三ケ日町が発足（総務庁の告示により「ケ」が大文字になる）。
- 昭和30年（1955年）4月1日 - 気賀町・中川村が合併して細江町が発足。（3町4村）
- 昭和30年（1955年）5月1日 - 引佐町・奥山村・伊平村・鎮玉村が合併し、新制の引佐町が発足。（3町1村）
- 昭和31年（1956年）4月1日 - 麁玉村が浜名郡浜名町・赤佐村・中瀬村・北浜村と合併して浜名郡浜北町が発足し、郡より離脱。（3町）
- 平成17年（2005年）7月1日 - 引佐町・細江町・三ケ日町が浜松市に編入。同日引佐郡消滅。

### 変遷表
| 明治22年4月1日  | 明治22年 - 明治45年   | 大正1年 - 大正15年               | 昭和1年 - 昭和29年             | 昭和30年 - 昭和64年                               | 昭和30年 - 昭和64年                               | 平成1年 - 現在              | 現在   | 現在   |
| --------------- | --------------------- | -------------------------------- | ------------------------------ | ------------------------------------------------- | ------------------------------------------------- | --------------------------- | ------ | ------ |
| 気賀町          | 気賀町                | 気賀町                           | 気賀町                         | 昭和30年4月1日 細江町                             | 昭和30年4月1日 細江町                             | 平成17年7月1日 浜松市に編入 | 浜松市 | 北区   |
| 中川村          | 中川村                | 中川村                           | 中川村                         | 昭和30年4月1日 細江町                             | 昭和30年4月1日 細江町                             | 平成17年7月1日 浜松市に編入 | 浜松市 | 北区   |
| 井伊谷村        | 井伊谷村              | 井伊谷村                         | 昭和28年4月1日 町制改称 引佐町 | 昭和30年5月1日 引佐町                             | 昭和30年5月1日 引佐町                             | 平成17年7月1日 浜松市に編入 | 浜松市 | 北区   |
| 金指町          | 金指町                | 金指町                           | 昭和28年4月1日 井伊谷村に編入  | 昭和30年5月1日 引佐町                             | 昭和30年5月1日 引佐町                             | 平成17年7月1日 浜松市に編入 | 浜松市 | 北区   |
| 奥山村          | 奥山村                | 奥山村                           | 奥山村                         | 昭和30年5月1日 引佐町                             | 昭和30年5月1日 引佐町                             | 平成17年7月1日 浜松市に編入 | 浜松市 | 北区   |
| 伊平村          | 伊平村                | 伊平村                           | 伊平村                         | 昭和30年5月1日 引佐町                             | 昭和30年5月1日 引佐町                             | 平成17年7月1日 浜松市に編入 | 浜松市 | 北区   |
| 鎮玉村          | 鎮玉村                | 鎮玉村                           | 鎮玉村                         | 昭和30年5月1日 引佐町                             | 昭和30年5月1日 引佐町                             | 平成17年7月1日 浜松市に編入 | 浜松市 | 北区   |
| 敷知郡 西浜名村 | 明治29年4月1日 引佐郡 | 大正11年5月1日 町制改称 三ヶ日町 | 三ヶ日町                       | 昭和30年3月31日 総務省告示により表記変更 三ケ日町 | 昭和30年3月31日 総務省告示により表記変更 三ケ日町 | 平成17年7月1日 浜松市に編入 | 浜松市 | 北区   |
| 敷知郡 東浜名村 | 明治29年4月1日 引佐郡 | 東浜名村                         | 東浜名村                       | 昭和30年3月31日 総務省告示により表記変更 三ケ日町 | 昭和30年3月31日 総務省告示により表記変更 三ケ日町 | 平成17年7月1日 浜松市に編入 | 浜松市 | 北区   |
| 都田村          | 都田村                | 都田村                           | 都田村                         | 昭和30年3月31日 浜松市に編入                      | 昭和30年3月31日 浜松市に編入                      | 浜松市                      | 浜松市 | 北区   |
| 麁玉郡 麁玉村   | 明治29年4月1日 引佐郡 | 麁玉村                           | 麁玉村                         | 昭和31年4月1日 浜名郡浜北町の一部                 | 昭和38年7月1日 市制                               | 平成17年7月1日 浜松市に編入 | 浜松市 | 浜北区 |

## 行政
引佐・麁玉郡長
| 代 | 氏名 | 就任年月日                | 退任年月日                | 備考                                                 |
| -- | ---- | ------------------------- | ------------------------- | ---------------------------------------------------- |
| 1  |      | 明治12年（1879年）3月12日 |                           |                                                      |
|    |      |                           | 明治29年（1896年）3月31日 | 麁玉郡および敷知郡の一部との合併により旧・引佐郡廃止 |

引佐郡長
| 代 | 氏名 | 就任年月日               | 退任年月日                | 備考                   |
| -- | ---- | ------------------------ | ------------------------- | ---------------------- |
| 1  |      | 明治29年（1896年）4月1日 |                           |                        |
|    |      |                          | 大正15年（1926年）6月30日 | 郡役所廃止により、廃官 |